# Robot Apocalypse
Robot Apocalypse (deutscher alternativer Langtitel Robot Apocalypse – Mensch gegen Maschine) ist ein US-amerikanischer Science-Fiction-Fernsehfilm von Joe Roche aus dem Jahr 2021. Gemeinsam mit Lauren Pritchard war er auch für das Drehbuch zuständig.

## Handlung
In der Zukunft wird der Alltag durch Computer und Roboter bestimmt, die allgegenwärtig sind. Ein weiterer Durchbruch gelingt, als unter Führung von Dr. Marietta eine künstliche Intelligenz, Archos (in deutsch Medusa genannt), entwickelt wird. Diese erlangt allerdings ein eigenes Bewusstsein und beschließt, „das Leben“ zu bewahren und daher die Erde von der Menschheit zu befreien. Zu diesem Zwecke übernimmt sie zu Beginn die Kontrolle über bewaffnete Drohnen sowie über wichtige Knotenpunkte und Infrastrukturen zuerst in den USA. Dr. Marietta, Dr. Lopez, Entwickler eines neuartigen Rettungsroboters, und Wilson, „Herz“ des Rettungsroboters, versuchen erfolglos, Archos abzuschalten. Dabei kann sich ersterer in den Bunkerkomplex, in dem Archos „wohnt“, retten, während Dr. Lopez umkommt und Wilson sich in eine Hütte zu Zee retten kann.
Tara Lopez, Tochter von Dr. Lopez, ist eine begabte Hackerin und die Ex-Freundin von Wilson. Als er sie über Funk über die Ereignisse informiert, versucht sie gemeinsam mit Mithacker Jorge erfolglos, Archos abzuschalten. Diese erkennt Tara als Widersacherin und setzt sie auf eine Terrorliste. Archos übernimmt Stück für Stück die Kontrolle auch über Kampfroboter sowie über sämtliche an das Datennetz angeschlossener Geräte, auch in anderen Ländern. Indem sie entsprechende Mikrochips in Menschen implantiert (bzw. auch nur in diese schießt), kann sie auch diese kontrollieren. Tara beschließt daher, als letzte Hoffnung persönlich in Archos’ Zentrale zu gelangen und diese von dort aus, ungehindert durch Firewalls etc., auszuschalten. Um dorthin zu gelangen, erhält sie Unterstützung nicht nur durch Jorge und Wilson, sondern auch durch Black Dragon, eine erfahrene Meisterhackerin, und deren Cousin Derek samt seiner Gruppe. Nur Jorge und Wilson gelingt es schließlich, in die KI-Zentrale zu gelangen. Ihre zusammen mit Dr. Marietta abgefeuerte Datenbombe führt aber lediglich dazu, dass sich Archos in den Steuerrechner des Rettungsroboters verpflanzt. Erst als Wilson erneut seinen Platz in diesem einnimmt, gelingt es, Archos zu zerstören.

## Hintergrund
Robot Apocalypse behandelt die Erschaffung einer künstlichen Intelligenz, die nach und nach beschließt, sich gegen ihre menschlichen Schöpfer zu stellen und selbst die Kontrolle zu erlangen. Dieses Thema wurde bereits in der Terminator-Filmreihe behandelt. Die Filmproduktionsfirma The Asylum ist für die Produktion sogenannter Mockbuster bekannt. Robot Apocalypse kann als Mockbuster zu Finch mit Tom Hanks in der Hauptrolle gesehen werden, der ebenfalls eine künstliche Intelligenz thematisiert.
Robot Apocalypse wurde in Atlanta, Georgia gedreht. Einer der Hauptdarsteller ist der Mixed-Martial-Arts-Kämpfer Tito Ortiz. Der Film feierte am 27. Juli 2021 seine Premiere in den USA. In Deutschland erfolgte die Erstausstrahlung am 10. Mai 2022 auf Tele 5.

## Rezeption
„Sehr kostengünstig produzierter ... Film mit endlosen langweiligen Dialogen... Echte Konfrontationen ... erweisen sich als unspektakulär, klischeehaft und miserabel getrickst.“

In der Internet Movie Database hat der Film bei fast 400 Stimmenabgaben eine Wertung von 4,3 von 10,0 möglichen Sternen.